# Nils Malmborg

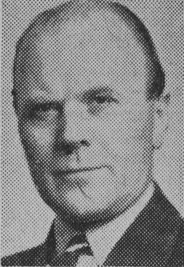
Nils Malmborg

Nils Oskar Malmborg, född 21 oktober 1894 i Stockholm, död där 28 maj 1978, var en svensk arkitekt.
Malmborg, som var son till snickeriarbetare Oskar Malmborg och Emma Lovisa Apelqvist, utexaminerades från Tekniska skolan, Byggnadsyrkesskolan, 1914 och från Kungliga Tekniska högskolan 1923. Han var anställd hos Ivar Tengbom, där han bland annat arbetade med Stockholms konserthus, Högalidskyrkan och Grand Hôtel i Stockholm. Han blev ansvarig byggmästare i Stockholm 1928 och bedrev egen arkitektverksamhet. Han var även byggnadssakkunnig hos Södermanlands Enskilda Bank.

## Verk i urval
- Sundbybergs stadshus.

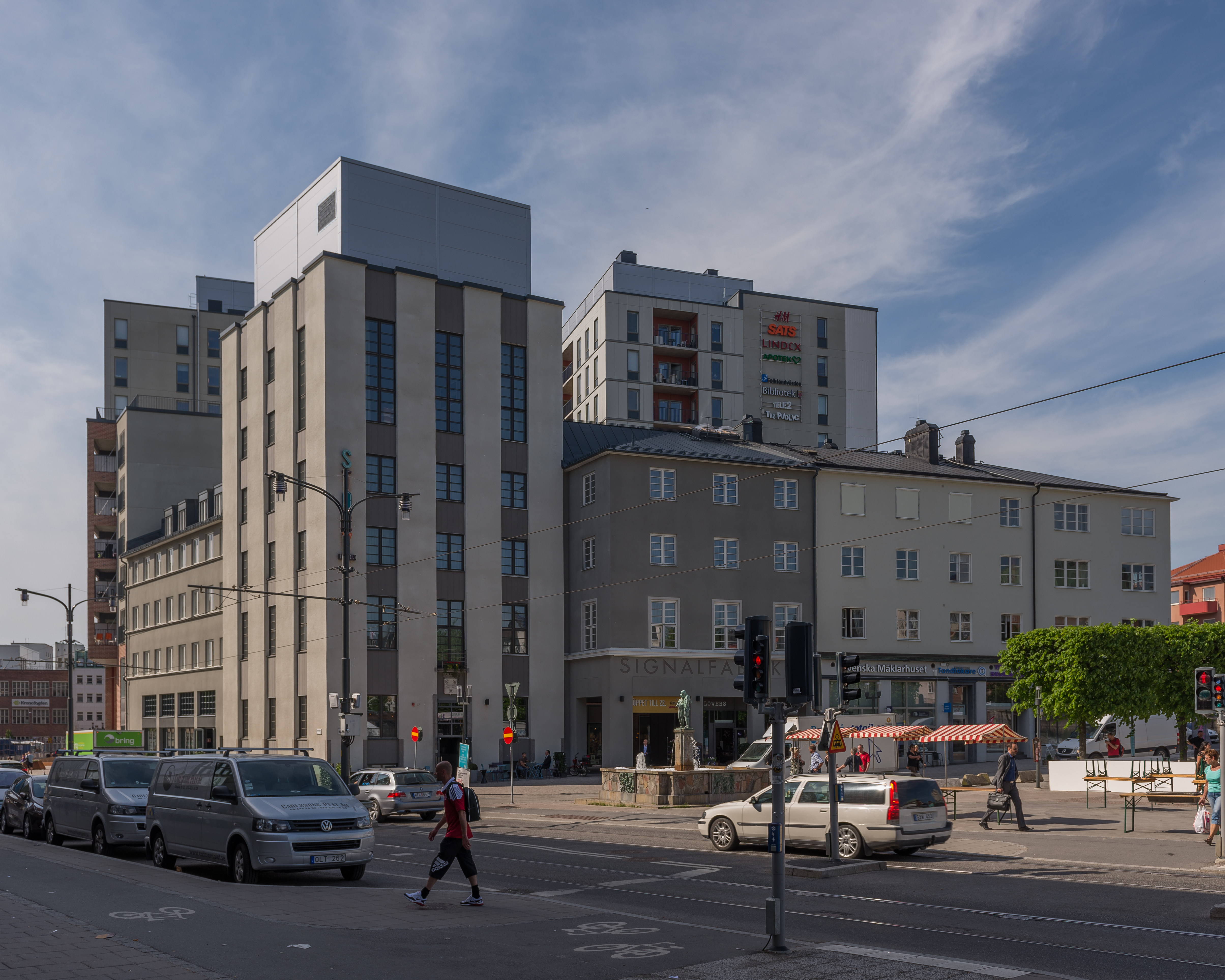
F.d. Sundbybergs stadshus (t.v.)

- Krukmakargatan 25 – Rosenlundsgatan 16 och 18, Stockholm (1929–1931)
- Rosenlundsgatan 20 – Samaritgränd 2, Stockholm (1929–1930)
- Samaritgränd 4, Stockholm (1929–1930)
- Samaritgränd 1 – Rosenlundsgatan 22, Stockholm (1927–1928)
- Blekingetäppan – Grindsgatan 31,Stockholm (1928–1929)
- Assesorsgatan 8 – Blekingetäppan – Blekingegatan 25, Stockholm (1928–1929)
- Grindsgatan 31, Stockholm (1929)
- Bohusgatan 25 – Östgötagatan 95, Stockholm (1928–1930)